# Corrigiola telephiifolia var. imbricata
Corrigiola telephiifolia subsp. imbricata é uma variedade de planta com flor pertencente à família Caryophyllaceae. 
A autoridade científica da variedade é (Lapeyr.) DC., tendo sido publicada em Prodr. 3: 367 (1828).

## Portugal
Trata-se de uma variedade presente no território português, nomeadamente em Portugal Continental.
Em termos de naturalidade é nativa da região atrás indicada.

## Protecção
Não se encontra protegida por legislação portuguesa ou da Comunidade Europeia.